# کورل لینوکس
کورل لینوکس (به انگلیسی: Corel Linux) یک سیستم عامل بر پایه دبیان است که بوسیله شرکت کورل و در سال ۱۹۹۹ میلادی ایجاغد شده‌است.
توسعه این توزیع متوقف شده‌است.